# Тасманиан Роар
Тасманиан Роар или Тасманский Рев (англ. Tasmanian Roar), с 2018 года Тасманиан Тайгерс или Тасманские тигры (англ. Tasmanian Tigers) — женская сборная по крикету австралийского штата Тасмания, входящая в Женскую национальную лигу по крикету (Women’s National Cricket League), выступает в формате Twenty20.

## История
Тасмания стала последним австралийским штатом, чья команда вошла в состав Women’s National Cricket League. Команда дебютировала в первом сезоне 2009/2010 Twenty20. Создание женской тасманской сборной способствовало развитию женского крикета в Тасмании, так как до основания «Tasmanian Roar» игрокам приходилось переезжать в другие штаты ради участия в крикете.
Свой первый матч «Tasmanian Roar» сыграли против столичной сборной «ACT Meteors» на стадионе в Канберре 23 октября 2009 года. После поражений в первых трех матчах сезона «Tasmanian Roar» одержали первую победу в матче, обыграв «South Australian Scorpions» и закончив игру с рекордным в сезоне счетом 1-5.
В сезоне 2010/2011 команда «Tasmanian Roar» дебютировала в однодневном соревновании Women’s National Cricket League, что сделало их полноправными членами лиги.
В сезоне 2018/2019 команда «Tasmanian Roar» объявила о смене названия на Тасманские Тигры (англ. Tasmanian Tigers), тем самым объединяя женскую команду по крикету с мужской.

## Стадионы
Первый зарегистрированный домашний матч «Тасмании» против команды президента женской ассоциации крикета Виктории XI был сыгран на стадионе Ассоциации крикета Северо-Западной Тасмании в Берни. С 2008 года, когда они начали проводить регулярные матчи, «Тасмания» преимущественно использовала арену «Бландстоун» (бывшая «Беллрив Овал») в Хобарте. Они также использовали другие площадки в Хобарте, такие как Линдисфарн Овал, Нью-Таун Овал, стадион TCA Ground, Кингстон Бич Овал и Кингстон Твин Овалс. За пределами Хобарта они также время от времени проводили матчи на стадионах NTCA Ground и York Park, оба находятся в Лонсестоне.
Оба домашних матча «Тасмании» в чемпионате WNCL 2019/20 были сыграны на стадионе TCA Ground. Они сыграли три домашних матча WNCL в сезоне 2020/21 на «Бландстоун Арене» и два на «Кингстон Твин Овалз», в то время как в сезонах 2021/22 и 2022/23 они использовали «Бландстоун Арену» только для своих домашних матчей.